# شعار جورجيا الجنوبية وجزر ساندويتش الجنوبية
أعتمد شعار جزر جورجيا الجنوبية و جزر ساندويتش الجنوبية بصورة رسمية في سنة 1985 م .